# Amering
Amering est une ancienne commune autrichienne du district de Murtal en Styrie qui a été rattachée au bourg d'Obdach le 1er janvier 2015.